# South Palm Beach
South Palm Beach é uma vila localizada no estado americano da Flórida, no condado de Palm Beach. Foi incorporada em 1955.

## Geografia
De acordo com o United States Census Bureau, a vila tem uma área de 0,7 km², onde 0,3 km² estão cobertos por terra e 0,4 km² por água.

### Localidades na vizinhança
O diagrama seguinte representa as localidades num raio de 8 km ao redor de South Palm Beach.

## Demografia
Segundo o censo nacional de 2010, a sua população é de 1 171 habitantes e sua densidade populacional é de 3 477,9 hab/km². É a localidade mais densamente povoada do condado de Palm Beach e também a que, em 10 anos, teve o maior crescimento populacional do condado. Possui 1 492 residências, que resulta em uma densidade de 4 431,3 residências/km².